# Bonetogastrura balazuci
Bonetogastrura balazuci is een springstaartensoort uit de familie van de Hypogastruridae. De wetenschappelijke naam van de soort is voor het eerst geldig gepubliceerd in 1951 door Delamare.